# Olof Melin
Olof Richard Melin (i riksdagen kallad Melin i Göteborg, senare i Djursholm), född 20 augusti 1834 i Göteborg, död 21 maj 1925 i Stockholm, var en svensk grosshandlare, skeppsredare och politiker.

## Biografi
Melin var son till köpmannen Johan Richard Melin och Mathilda Christina Melin. Han fick efter avslutade studier anställning vid J.A. & Aug. Lefflers skeppsmäklarkontor. År 1857 blev han jämte August Leffler delägare i firman, vilken då namnändrades till Aug. Leffler & Co. Adolf Florell tillkom 1863 som tredje delägare. Efter att firman upplösts 1888 bildade han rederi- och speditionsfirman Olof Melin & Son. Melin var dessutom delägare i och huvudredare för det stora 1872 bildade Ångfartygsaktiebolaget Thule för upprätthållande av reguljär förbindelse mellan Göteborg och England. Han var verkställande direktör för verksamheten 1880–1906.
Han hade uppdrag för flera andra större affärsföretag såsom Skandinaviska kredit AB och Sveriges ångfartygsassuransförening) och offentliga institutioner och förtroendeuppdrag såsom Göteborgs högskola, Göteborgs sjömanshus och navigationsskola.
Melin representerade Göteborgs stads valkrets i andra kammaren 1882–1899 och i första kammaren 1900–1907 och var därunder medlem av bankoutskottet 1887 majriksd., 1891–1894, särskilda utskotten 1891 och 1901 ang. sjölagsfrågor samt 1895 års hemliga utskott för unionsfrågan. Till sin politiska ståndpunkt frihandlare och moderat liberal tillhörde han i andra kammaren Nya centern 1883–1887, Andra kammarens frihandelsparti 1888, Andra kammarens center 1889–1894, Frihandelsvänliga centern 1895–1897, Friesenska diskussionsklubben 1898–1899. Vid invalet i första kammaren anslöt han sig 1900 till minoritetspartiet; åren 1905–1907 tillhörde han Första kammarens moderata parti.
Som riksdagsman åtnjöt Melin stor personlig auktoritet. Hans inlägg i debatten, som huvudsakligen avsåg sjöfarts- och finansfrågor var inte många, men alltid sakliga och tungt vägande. Melin var medlem av järnvägstaxe- (1898), handels- och sjöfarts- (1898–1900) och (1901) Trollhätte trafiktaxekommittén. Han var sedan 1901 ledamot av Kungliga Vetenskaps- och Vitterhets-Samhället i Göteborg.
Han gifte sig 1860 med Beata Carolina Augusta Werling och de fick fyra barn: Olof, Ragnar, Ernst Waldemar och Hildur.

## Utmärkelser
- Kommendör av första klassen av Vasaorden, 1 december 1903.[4]
- Riddare av Nordstjärneorden, 1890.[5]